# Крыло бабочки (автомобиль)
Крыло бабочки — тип дверей, часто использующихся в автомобилях высокого класса. Открываются подобно ламбо-дверям, однако в то время как те открываются строго вверх, двери «Крылья бабочки» ещё отодвигаются наружу, что делает вход/выход легче за счёт сохранения дополнительного места.
Двери «Крылья бабочки» используются, помимо прочих, в моделях McLaren F1, Alfa Romeo 33 Stradale, Saleen S7, Enzo Ferrari, Toyota Sera — EXY-10 и Mercedes-Benz SLR McLaren. Такими дверями оснащали гоночные автомобили-прототипы Группы C и IMSA GTP/Camel Lights — с обтекаемым «фонарём», в котором находится пилот, залезть и вылезти из машины гораздо быстрее, чем с обычными дверями или дверями типа «Крыло чайки», особенно на тесном пит-лейне, таком как на круговой трассе Le Mans до 1991 года. С тех времён двери типа «крыло бабочки» ставят на многие быстроходные и гоночные автомобили с жёсткой крышей, такие как Toyota GT-One, Bentley Speed 8 и свежего Peugeot 908 HDi FAP. Toyota Sera, выпущенная в 1990 году, выпускалась ограниченной серией исключительно для японского рынка.

## Галерея
- Renault Altica
- Renault Zoe Z.E.
- Toyota Sera
- Nissan Mixim
- Porsche 917K Goodwood
- Mitsubishi Racing Lancer
- Mazda Kiyora
- Mazda TAIKI
- Ferrari Enzo
- Porsche 911 GT1